# Herz der Welt
Herz der Welt ist eine deutsche Filmbiografie von Harald Braun aus dem Jahre 1952. Im Mittelpunkt des Geschehens steht die österreichische Pazifistin, Friedensforscherin und erste Friedensnobelpreisträgerin Bertha von Suttner, gespielt von Hilde Krahl.

## Handlung
Während einer Bahnfahrt von Berlin nach Wien im Jahre 1914 hört die greise Bertha von Suttner von erneuten Spannungen auf dem Balkan und dem erwarteten Besuch des österreich-ungarischen Thronfolgers Franz Ferdinand in Sarajevo. Sie lässt ihr Leben Revue passieren: Wie aus der jungen Gräfin Kinsky von Wchinitz und Tettau nach der Eheschließung mit dem Schriftsteller und überzeugten Pazifisten Arthur von Suttner Bertha von Suttner und schließlich die Friedensnobelpreisträgerin des Jahres 1905 wurde.
Die junge Adelige als gutem böhmischen Hause verdient sich in jungen Jahren ihren Lebensunterhalt als Erzieherin. Im Hause der Suttners lernt sie den sieben Jahre jüngeren Arthur, den jüngsten Sohn des Familienoberhauptes, kennen und schließlich auch lieben. Um diese Liaison zu unterbinden, entlässt Arthurs Mutter Bertha und vermittelt nach Paris zu einem schwedischen Chemiker namens Alfred Nobel. Diese Begegnung wird für beide ein einschneidendes Erlebnis. Obwohl sich nicht unsympathisch, ist Bertha Gräfin Kinsky rasch besorgt darüber, wohin Nobels bahnbrechende Erfindung, das Dynamit, führen könnte. Anders als der Schwede sieht sie durch den äußerst wirkungsvollen Sprengstoff große Gefahren für den Frieden unter den Menschen. Wenig später kehrt Bertha zu Arthur zurück, und beide heiraten heimlich. 
Bertha und Arthur von Suttner verbindet über die Liebe hinaus ein gemeinsames Interesse: der Kampf für den Frieden. Seine Erlebnisse vom Einsatz als Berichterstatter vom Russisch-türkischen Krieg 1877 lässt in ihm eine pazifistische Grundeinstellung reifen. Nachdem sich seine Frau zunächst ganz den schönen Künsten ergibt und Musik und Sprachen studiert, erwacht auch in ihr bald der Wille, für eine friedfertigere Welt zu kämpfen. Bertha von Suttner arbeitet als Korrespondentin, veröffentlicht ihren wegweisenden Roman Die Waffen nieder! und gründet 1891 die „Österreichische Gesellschaft der Friedensfreunde“. In dem international agierenden Waffenhändler Sir Basil Zaharoff, dem sie mehrfach begegnet, findet sie einen ebenso intelligenten wie kalten Widersacher. Obwohl ihr pazifistisches Wirken 1905 in dem Erhalt des Friedensnobelpreises gipfelt – eine Auszeichnung, zu der sie Alfred Nobel einst inspiriert hatte –, muss sie immer wieder mit Rückschlägen fertigwerden. Am Vorabend des Ersten Weltkriegs stirbt sie mit einem Hoffnung verheißenden Lächeln im Gesicht.

## Produktionsnotizen
Die Dreharbeiten fanden von Oktober 1951 bis Januar 1952 im Atelier der Bavaria Film in München-Geiselgasteig sowie in München und Berlin statt. Die Uraufführung war am 29. Februar 1952 in Hannover. Am 1. Mai 1967 wurde Herz der Welt erstmals im Fernsehen (in der ARD) ausgestrahlt.
Hermann Warm und Robert Herlth entwarfen die Filmbauten, die von Bruno Monden ausgeführt wurden. Die Kostüme stammen aus der Hand von Herbert Ploberger. Georg Richter war Produktionsleiter.

## Auszeichnungen
- Die FBL verlieh dem Film das Prädikat wertvoll.
- Regisseur Braun erhielt für seine Inszenierung den David-O.Selznick-Preis für Völkerverständigung.
- Für Buch und Gestaltung empfing Regisseur Harald Braun die Silberne Grotius-Medaille 1952.
- Dieter Borsche erhielt für seine schauspielerische Leistung 1952 den Bambi.
- Herz der Welt war im Frühjahr 1952 für den Grand Prix des Filmfestivals von Cannes nominiert.
- Von der Evangelischen Filmgilde wurde der Film als bester Film des Monats (März 1952) empfohlen.

## Kritik
Der Spiegel besprach in seiner Ausgabe 9 vom 27. Februar 1952 den Film ausführlich: „Auch beim ‚Herz der Welt‘ hat sich Harald Braun seine philosophische Verdeutlichungssucht nicht verkneifen können. Er rückt die ‚Friedensbertha‘ in ein dramatisch wirksames, historisch nicht verbürgtes Figuren- und Konfliktdreieck mit dem Dynamit-Erfinder Alfred Nobel (Mathias Wieman) und dem Waffenzaren Basil Zaharoff (Werner Hinz). Er gibt Hilde Krahl mit der Möglichkeit, ihr Können in Breite und Intensität an fünfzig Jahren des Suttner-Lebens zu beweisen, ihre größte Chance seit dem ‚Postmeister‘. Harald Braun ist diesmal auch nicht in den Fehler aus dem ‚Fallenden Stern‘ gefallen, seine Ideen durch konstruierte Filmpersönlichkeiten zu demonstrieren, sondern hat sich in der Suttner eine Persönlichkeit gesucht, die im Film seine Ideen glaubwürdig und unangreifbar vertreten kann. So begnügt er sich damit, die Wandlung des adligen Fräuleins von Kimsky zur Friedenskämpferin in sechs Episoden über fünf Jahrzehnte zu schildern. Sie lebte in einer Zeit, in der Pazifismus noch einen zumindest aufrüttelnden Sinn zu haben schien. Die entscheidende Frage bleibt jedoch dem Publikum überlassen: ob ‚Herz der Welt‘ den Anti-Wehrwillen der westdeutschen Massen im Endeffekt stärkt oder schwächt. Denn Bertha von Suttner, geb. Gräfin von Kimsky, stirbt - in der Wirklichkeit und im Film - verlassen, belächelt und machtlos am Vorabend der Katastrophe, die sie verhindern wollte, am Vorabend des ersten Weltkrieges.“
Das Lexikon des Internationalen Films urteilte: „Von humanitärem Ethos geprägt, erhält der Film von Harald Braun besonders durch die schauspielerische Leistungen von Hilde Krahl und Werner Hinz Überzeugungskraft.“
Kay Wenigers Das große Personenlexikon des Films nannte den Film eine „ethisch-moralisierende[n] Filmbiographie über das Leben der Friedenskämpferin Bertha von Suttner.“